# Срчењак
Срчењак или усправна стежа, срчењача (Potentilla erecta) је вишегодишња зељаста лековита биљка из фамилије ружа (Rosaceae).

## Опис биљке
Срчењак је вишегодишња зељаста биљка 10-30 цм висока, са одрвенелим ризомом који је на пресеку бледоцрвене боје. Стабљика је полегла или усправна длакава. Приземни листови су прстасто дељени на 3 режња, са залисцима, са дугачким и танким дршкама, а листови на стабљици су са кратким дршкама или седећи. Режњеви су клинасто објајасти, тестерасто назубљеног обода, мање или више длакави. Цветови су сакупљени у вршне цимозне цвасти. Чашичних и круничних листића је 4+4 (што је атипично за род). Листићи крунице су објајасти, жуте боје.
Тучкова је 8 и од њих се формирају плодови - орашице. Цвета од маја до августа.

## Станиште и Распрострањење
Расте по ливадама, тресавама, шумама. Честа је биљка у Србији.

## Употреба
Користи се ризом који се вади са кореновима у време цветања. Ризом је изузетно горак, садржи танине па се користи као адстригенс. Састојак је разних чајних смеша против пролива и разних неспецифицних упалних обољења црева. Користи се и за испирање уста и грла. Примењује се и у облику тинктуре, најчешће за утрљавање код обољења десни.
Од ризома се у Немачкој прави горки ликер, који се зове као и биљка (Blutwurz), а у Америци је регистрован антидијароични лек намењен деци.